# よど号グループ
よど号グループ（よどごうグループ）は、1970年によど号ハイジャック事件を起こし、朝鮮民主主義人民共和国に亡命した共産主義者同盟赤軍派の実行グループ。よど号赤軍とも呼ばれる。

## 来歴

### 結成
幹部が逮捕されて組織が弱体化した赤軍派は、1969年12月から1970年1月にかけ、「労働者国家に武装根拠地を建設して世界革命根拠地国家に転換させ、後進国における革命戦争と日米の革命戦争を結合して単一の世界革命戦争に推し進める」とする「国際根拠地論」を打ち出す。北朝鮮が選ばれたのは、北朝鮮の体制を支持していたからではなく、最も身近に在る「日本帝国主義と敵対関係にある国」だったからに過ぎず、後に「あまり事前に勉強しなかった」と述べている。また、北朝鮮の関係組織である朝鮮総連と連絡を取っていたわけでもなかった。なお、スターリンの評価についても、赤軍派は反スターリンだったが、北朝鮮の金日成はスターリン主義者であり、根本的に思想が異なっていた。
赤軍派の意図によると、北朝鮮を赤軍派の軍事基地として変革（北朝鮮革命）するつもりだった。北朝鮮の左旋回と革命根拠地化、つまりは「北朝鮮の"赤軍化=オルグ"」を目的に、北朝鮮派遣部隊が北朝鮮に渡ることになった。

### 北朝鮮へ
北朝鮮に渡ったよど号グループは一時的には「世界革命を進める同志」として北朝鮮政府から手厚い歓迎を受けたが、当時の世界情勢から照らし合わせても荒唐無稽と思われる「北朝鮮の赤軍化」という目的は即座に否定された。黄長燁によれば、彼らは朝鮮労働党統一戦線部の管理下に置かれ、平壌近郊にある「日本革命村」で北朝鮮における金日成体制を肯定する主体思想による徹底的な洗脳教育を受けたと言われている。

### 亡命後
1972年5月に日本赤軍がテルアビブ空港乱射事件を起こした際、実行犯の岡本公三の兄がよど号グループの岡本武と知ると、北朝鮮の工作活動において日本赤軍を支配下に取り込もうとしたが実現しなかった。しかし、田宮らと旧知の最高幹部重信房子が1975年によど号グループを訪問した後、重信が日本赤軍内部によど号グループが受けた同志間の「自己批判・相互批判」などの北朝鮮式の思想教育を取り入れたと日本赤軍メンバーだった和光晴生が指摘している。
亡命以降、日本からのチュチェ思想研究会などの訪問団が渡航してきても、一切の面会は許されなかったが、その後緩和され、1989年の第13回世界青年学生祭典の前後には、取材などで訪れた日本人団体客が宿泊していた両江ホテルに現れ、頻繁に日本人との会話を楽しんでいた。
メンバーは北朝鮮政府から手厚い保護を受けて外貨ショップなどを経営し、北朝鮮国内では比較的裕福な生活を送る。一方で、雑誌『季刊 日本を考える』『使者』や単行本の発行や、欧州やアジアなどで反米運動などの工作活動も行っている。一方で、メンバー9人の内、吉田金太郎・岡本武の2名が北朝鮮国内で不審な死を遂げている。また柴田泰弘と田中義三の2名は日本または外国で身柄拘束された後で日本で裁判を受けて刑が確定し、柴田は刑期満了で出所し、田中は獄死した。現在、北朝鮮にいるのは小西隆裕・魚本公博・若林盛亮・赤木志郎の4名。
1999年には北朝鮮を訪朝した、江頭2:50の希望により、平壌高麗ホテルで魚本公博・若林盛亮の2名と対談している。
メンバーやメンバーの日本人妻（若林佐喜子（若林盛亮の妻）、森順子（田宮の妻）など）の中には、松木薫（当時26歳）、石岡亨（当時22歳）、有本恵子（当時23歳）等の日本人拉致事件への関与が様々な証言により確実視される者もいるが、現時点では詳細は不明な点が多い。警察庁により国際手配された者もいる。さらに、北朝鮮はよど号妻や拉致された石岡亨の日本が発行したパスポートを偽造し、北朝鮮工作員や日本赤軍メンバーが使用していた。
2010年には若林盛亮とされる人物が産経新聞の取材に応じ、1990年頃の北朝鮮に対し「この国は終わるんじゃないかと思った」と話している。また、現地通貨のウォンを用いることはほとんどなかった、田宮さんは偉かったなどとも話していた。
2013年にジャーナリストの鳥越俊太郎が平壌で上記のメンバー4人及び黒田と森にインタビューし、彼らの手記と合わせて河出書房新社から『「拉致疑惑」と帰国ーハイジャックから祖国へ』（ISBN 4309246192）として出版した。同書の中で6人はよど号ハイジャックについては謝罪したうえで日本で裁判を受ける用意があることを表明する一方、日本人拉致への関与を否定して無実を証明してから日本へ帰国したい、と述べている。

## メンバー
| 氏名 （旧姓）     | 生年/ | 当時 | 配偶者 （旧姓）     | 出身大学           | 生死                       | 備考/詳細 |
| ----------------- | ----- | ---- | ------------------- | ------------------ | -------------------------- | --- |
| 田宮高麿          | 1943  | 26歳 | 森順子              | 大阪市立大学2部    | 1995年病死                 | 赤軍派軍事委員長。1995年11月30日、平壌で病死。 |
| 小西隆裕          | 1944  | 25歳 | 小西タカ子 （福井） | 東京大学医学部中退 | 北朝鮮在住 （国際手配中）  | |
| 岡本武            | 1945  | 24歳 | 福留貴美子          | 京都大学農学部中退 | 1988年死去? （国際手配中） | 1988年に土砂崩れで妻と共に死去したと発表されているが未確認。80年代半ば思想再教育のための施設に収容され、付近の海岸より漁船で国外脱出を図るが失敗し捕縛されていたことが高沢皓司らによって確認されている（行方不明。強制収容所に送られた可能性大）。テルアビブ空港乱射事件のメンバー岡本公三は弟。 |
| 田中義三          | 1948  | 21歳 | 田中協子 （水谷）   | 明治大学           | 2007年死去                 | 1996年3月米ドル所持・使用容疑（後に無罪）で カンボジアで拘束、その後2000年6月27日 日本警察に逮捕される。2003年6月 懲役12年の判決が確定、熊本刑務所に収監される。その後、肝臓癌で2007年1月1日に死去。                                                                                             |
| 魚本公博 （安部） | 1948  | 22歳 | 魚本民子            | 関西大学除籍       | 北朝鮮在住 （国際手配中）  | |
| 若林盛亮          | 1947  | 23歳 | 若林佐喜子 （黒田） | 同志社大学除籍     | 北朝鮮在住 （国際手配中）  | |
| 赤木志郎          | 1947  | 22歳 | 赤木恵美子 （金子） | 大阪市立大学除籍   | 北朝鮮在住 （国際手配中）  | |
| 吉田金太郎        | 1950  | 20歳 | （未婚）            | （高卒）           | 1985年病死？               | 1985年に病死と発表されているが、1977年より前に粛清又は強制収容所に送られた可能性有り。 |
| 柴田泰弘          | 1953  | 16歳 | 八尾恵 ※離婚        | （高校在学中）     | 2011年病死                 | 1988年5月6日逮捕、懲役5年の有罪判決を受け服役。1994年満期出所。2011年大阪で病死。 |

### メンバーの妻
よど号メンバーは吉田を除く8人が1977年までに現地で日本人妻と結婚している。彼女たちはマスコミからよど号妻と呼ばれている。だが日本人妻の北朝鮮入国や結婚の経緯は必ずしも明らかでない。岡本武の妻福留貴美子を除いて北朝鮮の思想に共感を持つ団体等に所属していたことなど北朝鮮の思想に共感を持っていたと思われている（福留は北朝鮮に行く前に日本で警察官採用試験を受験しており、思想はむしろ保守的だったと推測されている）。だが、八尾恵（柴田泰弘の元妻）は、自分を含めて日本人妻の多くは強制的に結婚させられたと主張している（なお、よど号事件の前から恋人関係だったことが確認されているのは小西隆裕とその妻だけである）。
よど号妻にはパスポートの返納命令違反等の旅券法違反で逮捕状が出ている。死亡が伝えられている福留貴美子（岡本武の妻）と北朝鮮在住の若林佐喜子（若林盛亮の妻）と森順子（田宮高麿の妻）以外の4人のよど号妻は2001年以降に帰国後逮捕され、旅券法違反による執行猶予付きの懲役刑が確定している。1988年に日本滞在中に逮捕された八尾恵のみ夢見波事件に絡んでアパートの名義で偽名を用いた公正証書原本不実記載・同行使罪で罰金5万円の略式起訴となった。
また、森順子・若林佐喜子は欧州における日本人男性拉致事件に関与しているとして結婚目的誘拐の容疑で逮捕状が出ており、国際手配されている。

### メンバーの子供
よど号メンバー8人とよど号メンバー妹の計9人には20人の子供がいる。両親はハイジャックや拉致事件等による国際手配犯であるが、子供たちは血統主義による日本国籍を規定する国籍法から日本国籍の選択と日本への帰国を希望していた。日本に在住する支援者が自治体に対して戸籍編製の手続きをし、2001年から帰国が行われ、2009年に全員の帰国が完了した。
なお、2011年4月に田宮の長男である森大志が市民の党から三鷹市議会議員選挙に立候補したが、落選している。
- 2001年5月　田宮長女（22歳）・小西長女（22歳）・田中長女（22歳）帰国
- 2002年9月　小西次女（24歳）・岡本長女（25歳）・若林長男（24歳）・赤木長女（22歳）・魚本長男（23歳）帰国
- 2004年1月　田宮長男（森大志、20歳）・岡本次女（22歳）・魚本長女（21歳）・魚本次男（19歳）・田中次女（17歳）・田中三女（14歳）・柴田次女（23歳）帰国
- 2004年9月　田宮次男（16歳）・赤木妹長女（16歳）帰国
- 2006年6月　柴田長女（27歳）・赤木妹次女（？歳）帰国
- 2009年1月　若林次男（14歳）帰国

年齢は全て帰国時。